# Trialeurodes
Genre
Trialeurodes est un genre d'insectes de l'ordre des hémiptères (les hémiptères sont caractérisés par leurs deux paires d'ailes dont l'une, en partie cornée, est transformée en hémiélytre), de la famille des Aleyrodidae.

## Liste des espèces européennes
- Trialeurodes ericae Bink-Moenen, 1976
- Trialeurodes lauri (Signoret, 1882)
- Trialeurodes packardi (Morrill, 1903)
- Trialeurodes ricini (Misra, 1924)
- Trialeurodes sardiniae Rapisarda, 1986
- Trialeurodes vaporariorum (Westwood, 1856) - Aleurode des serres